# Rubén Sobrino
Rubén Martín Sobrino, né le 1er juin 1992 à Daimiel en Espagne, est un footballeur espagnol évoluant au poste d'attaquant au Cadix CF.

## Palmarès
- Finaliste de la Coupe d'Espagne en 2017 avec le Deportivo Alavés

### En club
Valence CF
- Vainqueur de la Coupe d'Espagne en  2019